# Halowe Mistrzostwa Polski Seniorów w Lekkoatletyce 2008
49. Halowe Mistrzostwa Polski Seniorów w Lekkoatletyce – zawody sportowe, które rozegrano 23 i 24 lutego 2008 w Spale, w hali Ośrodka Przygotowań Olimpijskich. W mistrzostwach startowało 250 lekkoatletów z 66 klubów.
Mistrzostwa w wielobojach zostały rozegrane w tym samym miejscu, lecz o tydzień wcześniej (16 i 17 lutego 2008). Wyniki w tych konkurencjach podane są łącznie z innymi w tabeli poniżej.

## Rezultaty

### Mężczyźni
| Konkurencja:              | 1. miejsce                         | Rezultat | 2. miejsce                            | Rezultat | 3. miejsce                           | Rezultat |
| Bieg na 60 m              | Łukasz Chyła SKLA Sopot            | 6,62     | Jacek Roszko Podlasie Białystok       | 6,71     | Dariusz Kuć AZS-AWF Kraków           | 6,72     |
| Bieg na 200 m             | Marcin Urbaś AZS Poznań            | 21,05    | Kamil Masztak AZS-AWF Poznań          | 21,38    | Maciej Samborski AZS-AWF Kraków      | 21,45    |
| Bieg na 400 m             | Piotr Kędzia AZS Łódź              | 47,60    | Grzegorz Zajączkowski AZS-AWF Kraków  | 47,90    | Wojciech Chybiński AZS-UWM Olsztyn   | 47,93    |
| Bieg na 800 m             | Paweł Czapiewski Lubusz Słubice    | 1:49,49  | Piotr Dąbrowski WLKS Wrocław          | 1:49,53  | Adam Czerwiński Wawel Kraków         | 1:51,35  |
| Bieg na 1500 m            | Bartosz Nowicki MKL Szczecin       | 3:42,68  | Łukasz Parszczyński Polonia Warszawa  | 3:43,85  | Rafał Snochowski Omega Kleszczów     | 3:47,98  |
| Bieg na 3000 m            | Bartosz Nowicki MKL Szczecin       | 8:05,67  | Rafał Snochowski Omega Kleszczów      | 8:06,33  | Łukasz Parszczyński Polonia Warszawa | 8:09,80  |
| Bieg na 60 m przez płotki | Artur Noga Warszawianka            | 7,80     | Mariusz Kubaszewski Zawisza Bydgoszcz | 7,89     | Maciej Giza AZS-AWF Kraków           | 8,12     |
| Chód na 5000 m            | Grzegorz Sudoł AZS-AWF Kraków      | 19:51,20 | Rafał Augustyn AZS-AWF Kraków         | 20:06,33 | Jakub Jelonek AZS-AWF Kraków         | 20:27,17 |
| Skok wzwyż                | Michał Bieniek AZS-AWF Wrocław     | 2,25     | Grzegorz Sposób Start Lublin          | 2,25     | Robert Wolski MKLA Łęczyca           | 2,18     |
| Skok o tyczce             | Przemysław Czerwiński MKL Szczecin | 5,50     | Mateusz Didenkow KL Gdynia            | 5,45     | Jakub Pewiński SKLA Sopot            | 4,90     |
| Skok w dal                | Marcin Starzak AZS-AWF Kraków      | 7,92     | Tomasz Mateusiak StoraEnso Ostrołęka  | 7,85     | Michał Łukasiak AZS-AWF Warszawa     | 7,80     |
| Trójskok                  | Paweł Kruhlik AZS-AWF Wrocław      | 16,61    | Jacek Kazimierowski BKS Bydgoszcz     | 16,34    | Adrian Świderski Śląsk Wrocław       | 15,98    |
| Pchnięcie kulą            | Tomasz Majewski AZS-AWF Warszawa   | 20,51    | Jakub Giża Stal Mielec                | 18,77    | Andrzej Mrozik Pomorze Stargard      | 18,23    |
| Siedmiobój                | Krzysztof Andrzejak BKS Bydgoszcz  | 5563     | Dawid Pyra AZS-AWF Wrocław            | 5542     | Marcin Dróżdż Zawisza Bydgoszcz      | 5520     |

### Kobiety
| Konkurencja:              | 1. miejsce                             | Rezultat  | 2. miejsce                                                   | Rezultat  | 3. miejsce                                 | Rezultat  |
| Bieg na 60 m              | Daria Korczyńska Śląsk Wrocław         | 7,34      | Iwona Brzezińska Warszawianka                                | 7,38      | Dorota Jędrusińska AZS Poznań              | 7,41      |
| Bieg na 200 m             | Marta Jeschke SKLA Sopot               | 23,75     | Katarzyna Szuba AZS-AWF Wrocław                              | 24,52     | Joanna Gabryelewicz AZS-AWF Poznań         | 24,87     |
| Bieg na 400 m             | Agnieszka Karpiesiuk AZS-AWFiS Gdańsk  | 53,19     | Bożena Łukasik RLTL ZTE Radom                                | 54,33     | Jolanta Wójcik AZS-AWF Kraków              | 55,36     |
| Bieg na 800 m             | Ewelina Sętowska-Dryk AZS-AWF Warszawa | 2:05,61   | Agnieszka Sowińska Sporting Międzyzdroje                     | 2:07,92   | Angelika Cichocka Talex Borzytuchom        | 2:08,63   |
| Bieg na 1500 m            | Renata Pliś Maraton Świnoujście        | 4:19,33   | Agnieszka Miernik WLKS Wrocław                               | 4:22,88   | Monika Wiśniowska WLKS Siedlce Iganie Nowe | 4:23,43   |
| Bieg na 3000 m            | Renata Pliś Maraton Świnoujście        | 9:24,37   | Barbara Niewiedział MGOKSiR Korfantów                        | 9:36,36   | Agnieszka Miernik WLKS Wrocław             | 9:41,06   |
| Bieg na 60 m przez płotki | Joanna Kocielnik Orzeł Warszawa        | 8,33      | Kaja Tokarska AZS-AWF Warszawa                               | 8,43      | Joanna Kacperek AZS-AWF Wrocław            | 8,49      |
| Chód na 3000 m            | Katarzyna Kwoka Resovia Rzeszów        | 12:50,51  | Anna Mielcarek AZS Poznań                                    | 13:21,05  | Agnieszka Dygacz AZS-AWF Katowice          | 13:44,47  |
| Skok wzwyż                | Kamila Stepaniuk Podlasie Białystok    | 1,85      | Karolina Błażej AZS-AWF Kraków Urszula Domel AZS-AWF Wrocław | 1,79      |                                            |           |
| Skok o tyczce             | Monika Pyrek MKL Szczecin              | 4,70      | Anna Rogowska SKLA Sopot                                     | 4,55      | Joanna Piwowarska AZS-AWF Warszawa         | 4,40      |
| Skok w dal                | Karolina Tymińska AZS-AWFiS Gdańsk     | 6,52      | Małgorzata Trybańska Warszawianka                            | 6,43      | Teresa Dobija AZS Łódź                     | 6,41      |
| Trójskok                  | Małgorzata Trybańska Warszawianka      | 13,77     | Aleksandra Fila Start Lublin                                 | 13,52     | Liliana Zagacka Krokus Astroma Leszno      | 13,46     |
| Pchnięcie kulą            | Krystyna Zabawska Podlasie Białystok   | 17,46     | Magdalena Sobieszek AZS-AWF Warszawa                         | 17,38     | Agnieszka Bronisz Płomień Sosnowiec        | 16,64     |
| Pięciobój                 | Karolina Tymińska AZS-AWFiS Gdańsk     | 4769 pkt. | Kamila Chudzik AZS-AWFiS Gdańsk                              | 4537 pkt. | Elżbieta Druzd AZS-AWF Warszawa            | 3802 pkt. |